# Shunsuke Togami
Shunsuke Togami (戸上 隼輔 Togami Shunsuke?), född 24 augusti 2001 i Mie prefektur, är en japansk bordtennisspelare.

## Karriär
Vid asiatiska mästerskapen 2019 i Yogyakarta tog Togami brons i dubbel tillsammans med Maharu Yoshimura. Vid asiatiska mästerskapen 2021 i Doha tog han guld i dubbel tillsammans med Yukiya Uda och i mixeddubbel tillsammans med Hina Hayata samt brons i singel och lagtävlingen. Vid VM 2021 i Houston tog Togami brons i dubbel tillsammans med Yukiya Uda. 
Vid VM 2022 i Chengdu tog Togami brons i lagtävlingen. Vid olympiska sommarspelen 2024 i Paris blev han utslagen i åttondelsfinalen i singel av sydkoreanske Jang Woo-jin samt var en del av Japans lag som slutade på fjärde plats i lagtävlingen efter att förlorat mot Frankrike i bronsmatchen. Vid asiatiska mästerskapen 2024 i Astana tog Togami brons i dubbel tillsammans med Hiroto Shinozuka. Vid VM 2025 i Doha tog han Japans första VM-guld i herrdubbel sedan 1961 tillsammans med Hiroto Shinozuka.